# Богуслаев, Вячеслав Александрович
Вячесла́в Алекса́ндрович Богусла́ев (укр. Вячеслав Олександрович Богуслаєв; род. 28 октября 1938, Уральск, Казахская ССР, СССР) — украинский промышленный, общественный и политический деятель, Герой Украины (2000), народный депутат Украины (5-го, 6-го, 7-го, 8-го созывов). С 1994 — глава правления, генеральный директор, председатель совета директоров, почётный президент предприятия «Мотор Сич». Входит в топ-25 самых богатых людей Украины (2018).
В 2022 году был арестован по подозрению в коллаборационной деятельности и пособничеству России как государству-агрессору.

## Биография
Работал помощником машиниста завода им. К. Ворошилова и слесарем авторемонтных мастерских в Уральске. Служил в Советской армии.
В 1961 году переехал в Запорожье, работал слесарем. В этом же году поступил в Запорожский машиностроительный институт, который закончил в 1965 году на факультете «Авиадвигатели» по специальности «инженер-механик».
В феврале 1966 года поступил на Запорожский моторостроительный завод:
- до 1969 года — инженер-конструктор,
- в 1969-1973 годах — начальник отдела.

В 1973−1988 — директор Волочиского машиностроительного завода. В 1988—1991 годах — генеральный директор объединения, 1991—1994 годах — генеральный директор предприятия «Мотор-Сич». С 1994 года — глава правления, генеральный директор ОАО «Мотор-Сич». Покинул должность, чтобы не совмещать её с полномочиями народного депутата и с 2013 года — почётный президент ПАО «Мотор Сич».
Автор около 100 научных работ, изобретений. Доктор технических наук. В 2012 году назначен генеральным конструктором по созданию и модификации вертолётной техники.
По оценке «Forbes Украина» Вячеслав Богуслаев в 2016 году входил в топ-30 самых богатых людей Украины. Журнал «Фокус» в 2018 году ранжировал Богуслаева № 21, оценивая его состояние в 327 миллионов долларов.

## После вторжения России на Украину

### Уголовное преследование
В октябре 2022 году был арестован по подозрению в коллаборационной деятельности и пособничеству России как государству-агрессору. Согласно СБУ, он с начальником департамента внешнеэкономической деятельности Олегом Дзюбой занимался незаконной поставкой оптовых партий украинских авиадвигателей для вертолётов России (Ми-8АМТШ-ВН «Сапсан», КА-52 «Аллигатор», Ми-28Н «Ночной охотник»).
В 2023 году лишён звания Героя Украины и всех государственных наград.

### Санкции
5 февраля 2023 года был внесён в санкционный список стран Евросоюза за поставку России двигателей для вертолетов Ми-8, Ми-24, Ми-28 и Ка-52, которые широко использовались во время войны. Евросоюз отмечает, что Богуслаев «продолжал поставлять военное оборудование для российских войск, несмотря на конфликт». По аналогичным основаниям находится под санкциями Украины и Швейцарии.

## Семья
- Отец — Александр Ильич (1907—1988).
- Мать — Анастасия Ивановна (1914—2012)[11].
- Жена — Елена Серафимовна (1946—2021).
- Сын — Александр (род. 1978).

## Политическая деятельность
Президент межрегиональной ассоциации промышленников Украины (1992), президент запорожской городской ассоциации «Содружество». В 1993—1994 годах — внештатный советник Президента Украины Леонида Кравчука.
В 1995 году был включён в состав комиссии по разработке налогового кодекса Украины
В 1999 году — доверенное лицо кандидата на пост Президенты Украины Леонида Кучмы в территориальном избирательном округе. 1998 — кандидат в народные депутаты Украины от избирательного блока «Партия труда и Либеральная партия — вместе!», № 3 в списке. Доверенное лицо кандидата на пост Президента Украины Виктора Януковича в 2004—2005 годах и на выборах Президента Украины 2010 года.
Народный депутат Украины V созыва (апрель 2006 — ноябрь 2007) от Партии регионов, № 5 в списке. В Верховной Раде был главой подкомитета по вопросам законодательного обеспечения обороны государства, оборонно-промышленного комплекса, военного и военно-технического сотрудничества Комитета по вопросам национальной безопасности и обороны (с июля 2006).
Народный депутат Украины 6-го созыва (с ноября 2007) от Партии регионов, № 11 в списке. В Раде 6-го созыва состоял в следующих комитетах и группах:
- Заместитель председателя Комитета Верховной Рады Украины по вопросам национальной безопасности и обороны
- Член межпарламентской комиссии по сотрудничеству Верховной Рады Украины и Федерального Собрания Российской Федерации
- Член групп по межпарламентским связям с Республикой Индия, Объединёнными Арабскими Эмиратами, Российской Федерацией, Федеративной Республикой Германия, Республикой Казахстан, Китайской Народной Республикой, Демократической Социалистической Республикой Шри-Ланка

Народный депутат Украины 7-го созыва от Партии регионов. В Раде 7-го созыва состоял в следующих комитетах и группах:
- Заместитель председателя Комитета Верховной Рады Украины по вопросам промышленной и инвестиционной политики
- Член групп по межпарламентским связям с Китайской Народной Республикой, Республикой Казахстан, Республикой Индонезия, Республикой Беларусь, Объединёнными Арабскими Эмиратами.

Народный депутат Украины 8-го созыва, баллотировался в округе № 77 как самовыдвиженец. Член депутатской фракции «Воля народа». Член комитета Верховной Рады Украины по вопросам национальной безопасности и обороны.

## Общественная деятельность
Член правления Украинского фонда культуры. Почётный академик Академии наук высшей школы Украины. Академик Академии инженерных наук Украины, Академии транспорта РФ, Академии наук авиации и воздухоплавания, член Нацсовета по вопросам благотворительности «Согрей любовью ребёнка». Почётный доктор Национального аэрокосмического университета им. М. Е. Жуковского «Харьковский авиационный институт», почётный профессор Запорожского национального технического университета. Президент Федерации вертолётного спорта Украины.

## Награды и отличия
- Герой Украины с вручением ордена Державы (19 января 2000 года) — за выдающиеся заслуги перед Украинским государством в развитии отечественного машиностроения[18].
- Орден князя Ярослава Мудрого III степени (28 октября 2013 года) — за выдающиеся личные заслуги в области государственного строительства, весомый вклад в развитие отечественного промышленного производства, укрепление международного авторитета Украины, многолетнюю плодотворную законотворческую и общественно-политическую деятельность[19].
- Орден князя Ярослава Мудрого IV степени (24 августа 2012 года) — за значительный личный вклад в социально-экономическое, научно-техническое, культурно-образовательное развитие Украинского государства, весомые трудовые достижения, многолетний добросовестный труд и по случаю 21-й годовщины независимости Украины[20].
- Орден князя Ярослава Мудрого V степени (23 июня 2009 года) — за весомый личный вклад в развитие конституционных принципов украинской государственности, многолетний добросовестный труд, высокий профессионализм в защите конституционных прав и свобод человека и гражданина[21].
- Орден «За заслуги» I степени (23 сентября 1999 года) — за весомые достижения в профессиональной деятельности, многолетний добросовестный труд[22].
- Орден «За заслуги» II степени (19 августа 1998 года) — за весомый личный вклад в становление украинской государственности, заслуги в социально-экономическом, научно-техническом и культурном развитии Украины и по случаю 7-й годовщины независимости Украины[23].
- Почётный знак отличия Президента Украины (19 сентября 1996 года) — за значительный личный вклад в развитие отечественного авиационного моторостроения и внедрение в серийное производство авиационных двигателей и газотурбинных двигателей наземного назначения[24].
- Орден Дружбы (7 апреля 2004 года, Россия) — за большой вклад в укрепление российско-украинского сотрудничества[25].
- Благодарность Президента Российской Федерации (3 апреля 2002 года, Россия) — за заслуги в укреплении и развитии экономического сотрудничества Российской Федерации с зарубежными странами и многолетнюю активную работу в Международном конгрессе промышленников и предпринимателей[26].
- Лауреат Государственной премии Украины в области науки и техники (2001).
- Орден Трудового Красного Знамени.
- Орден «Знак Почёта».
- Медаль «За доблестный труд. В ознаменование 100-летия со дня рождения Владимира Ильича Ленина»
- Медаль «Ветеран труда».
- Премия Совета Министров СССР.
- Почётная награда Международного совета российских соотечественников и Правительства Москвы «Соотечественник года» (2004) — за вклад в поддержку духовного и культурного наследия соотечественников на Украине[27]
- В 2010 году возглавил рейтинг «Десять украинцев, которые внесли наибольший вклад в укрепление национальной безопасности и развитие отечественного оружия Украины в 2005—2010 годах»[28].
- Почётный гражданин Запорожья (2003)
- Почётный гражданин Запорожской области (2009)[29][30]